# Parti agraire du Tadjikistan
Pour les articles homonymes, voir Parti agraire.
Le Parti agraire du Tadjikistan (en tadjik : Ҳизби аграрии Тоҷикистон romanisé : Hizbi agrarii Toçikiston) ; en russe : Аграрная партия Таджикистана romanisé : Agrarnaya partiya Tadzhikistana) est un parti politique officiellement enregistré tadjik, fondé le 15 novembre 2005.
Le siège du parti est situé dans le centre de Douchanbé, et l'aile jeunesse du parti est basée à l'Université agricole du Tadjikistan dans le nord de Douchanbé. Le chef du parti est Rustam Latifzoda.

## Histoire

### Fondation
Le Parti agraire est fondé le 15 novembre 2005 par le célèbre académicien, professeur et docteur en sciences agricoles Amir Qaroqulov (en), en unissant les dirigeants et les militants de l'Académie des sciences agricoles du Tadjikistan autour du nouveau parti. Le même mois, le parti est enregistré auprès du ministère de la Justice. Dans ses principaux objectifs, le parti propose des actions visant à augmenter considérablement la superficie des terres agricoles, à réformer les dehkhans et les fermes.

### Direction
Amir Qaroqulov reste président du parti jusqu'à sa mort en mars 2014, par la suite de Rustam Latifzoda est élu premier chef adjoint du parti. Latifzoda est également membre de l'Assemblée des représentants, la chambre basse de l'Assemblée suprême.

### Positionnement
Le Parti agraire est décrit comme n'ayant « pas de plan idéologique clair », et agissant plutôt comme un parti à question unique axé sur la production agricole. Il soutient un changement dans les politiques de production et de commerce tadjiks, afin de mettre davantage l'accent sur l'exportation de produits finis plutôt que sur les matières premières, qui constituent actuellement la majorité des exportations du pays. Le parti est considéré comme soutenant le président tadjik Emomali Rahmon.

## Résultats électoraux

### Élections présidentielles
| Élection | Candidat          | 1er tour | 1er tour | 2d tour | 2d tour | Résultat |
| Élection | Candidat          | Voix     | %        | Voix    | %       | Résultat |
| -------- | ----------------- | -------- | -------- | ------- | ------- | -------- |
| 2013     | Talibek Buhariyev | 166 224  | 4,61     |         |         | Non élu  |
| 2020     | Rustam Latifzoda  | 128 182  | 3,06     |         |         | Non élu  |

### Élections législatives
| Année | Suffrages | %     | Sièges | Rang | +/-           |
| ----- | --------- | ----- | ------ | ---- | ------------- |
| 2010  | 166 935   | 5,11  | 2 / 63 | 4e   | Nv            |
| 2015  |           | 11,7  | 5 / 63 | 2e   | 4             |
| 2020  |           | 16,50 | 7 / 63 | 3e   | 2             |
| 2025  | 986 887   | 21,25 | 7 / 63 | 2e   | en stagnation |